# Plandirejo (Bakung)
Plandirejo is een bestuurslaag in het regentschap Blitar van de provincie Oost-Java, Indonesië. Plandirejo telt 2891 inwoners (volkstelling 2010).